# Coniopteryx fitchi
Coniopteryx fitchi är en insektsart som beskrevs av Banks 1895. Coniopteryx fitchi ingår i släktet Coniopteryx och familjen vaxsländor. Inga underarter finns listade i Catalogue of Life.